# Lucinda Williams

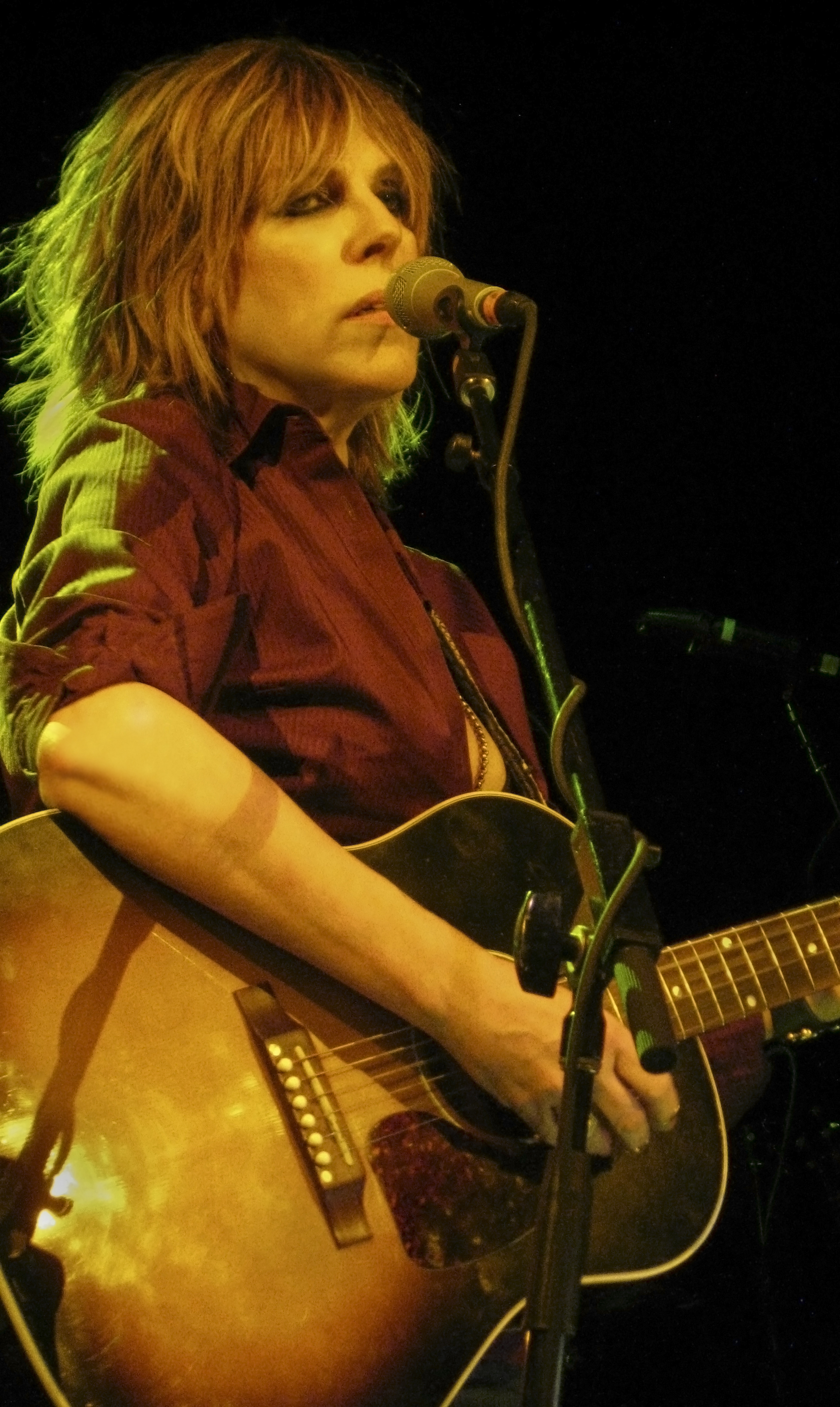
Lucinda Williams in New York (2009)

Lucinda Gayle Williams (* 26. Januar 1953 in Lake Charles, Louisiana) ist eine US-amerikanische Roots-Rock- und Alternative Country-Musikerin. Erst 20 Jahre nach ihrem Debüt gelang ihr 1998 mit dem Album Car Wheels on a Gravel Road der kommerzielle Durchbruch. Heute gehört sie zu den bekanntesten Vertreterinnen der Musikrichtung. 2002 wurde sie vom Time Magazine zur besten Songwriterin in den USA gewählt.

## Leben
Williams wurde als Tochter des Dichters und Literaturprofessors Miller Williams geboren. Er arbeitete unter anderem als Gastprofessor in Mexiko und Chile und in verschiedenen Orten im Süden der USA, bevor er eine Professur an der University of Arkansas erhielt. Die Erfahrungen des Reisens prägten Persönlichkeit und Musik von Lucinda Williams sehr stark. Früh schon zeigte sie Interesse an Musik und begann mit 12 Jahren Gitarre zu spielen.

### Die frühen Jahre
Mit Anfang 20 begann Williams öffentlich aufzutreten. Sie spielte in Austin und Houston eine Mischung aus Folk, Rock und Country. 1978 zog sie nach Jackson, Mississippi, wo sie ihr Debütalbum Ramblin'  für das traditionsreiche Folk-Label Smithsonian/Folkways aufnahm. Es war eine Zusammenstellung verschiedener Country- und Bluescover. 1980 folgte das Album Happy Woman Blues, das ausschließlich aus eigenen Songs bestand. Keines der beiden Alben fand große Beachtung.
In den 1980er Jahren zog Lucinda Williams nach Los Angeles, wo sie beim Independent-Label Rough Trade Records unterschrieb. 1988 erschien hier ihr selbstbetiteltes Album Lucinda Williams. Der Song Like A Rose erschien zudem auf dem Sampler Music For The 90′s, Vol. 1, was ihr in Europa nicht unbedingt bei ihrer eigentlichen Zielgruppe etwas Bekanntheit verschaffte: Auf diesem zu Werbezwecken günstig verkauften Labelüberblick waren sonst hauptsächlich Rockbands wie New Order, Happy Mondays oder die Pixies vertreten. In den USA wurde immerhin die Single „Changed the Locks“ über eine zerbrochene Beziehung im Radio gespielt, wodurch sie unter Musikliebhabern und Musikern Fans gewann, unter anderem Tom Petty und die Silos, die beide den Song später coverten. Songs von diesem Album wurden relativ zeitnah auch von The Schramms und von Johnny Rodriguez nachgespielt.
1992 erschien das Album Sweet Old World auf dem Label Chameleon, eine sehr melancholische Platte, die sich zum Teil autobiografisch mit dem Selbstmord und Tod von Freunden beschäftigt. Williams war in den frühen 1990er Jahren vor allem als Songwriterin erfolgreich: Mary Chapin Carpenter nahm 1992 ein Cover ihres Songs „Passionate Kisses“ auf, das zu einem Country-Hit wurde und Williams 1994 einen Grammy Award für den besten Country Song einbrachte.
Williams war seitdem vor allem bei Kritikern und Musikinsidern beliebt, aber ihr kommerzieller Erfolg blieb bescheiden. Emmylou Harris, die mit Crescent City und Sweet Old World ebenfalls Kompositionen von Williams coverte, sagte über sie: „Sie ist ein Beispiel für das Beste, was Countrymusik zumindest behauptet zu sein. Aber aus irgendeinem Grund wird sie nicht wahrgenommen. Ich habe das starke Gefühl, dass der Countrymusik dadurch etwas entgeht.“
Lucinda Williams brachte sich auch in den Ruf, perfektionistisch und langsam zu sein, wenn sie im Studio arbeitet. Es brauchte sechs Jahre bis zum nächsten Album, wobei sie jedoch als Gast auf den Alben anderer Künstler auftrat und Songs für mehrere Compilations beisteuerte. Unter anderem wurde sie von Steve Earle eingeladen, auf dessen 1996er-Album I Feel Alright ein Duett zu singen. 1998 war sie auf dem Album Women in Prison von Evie Sands (produziert von Chip Taylor) zu hören.

### Der kommerzielle Durchbruch

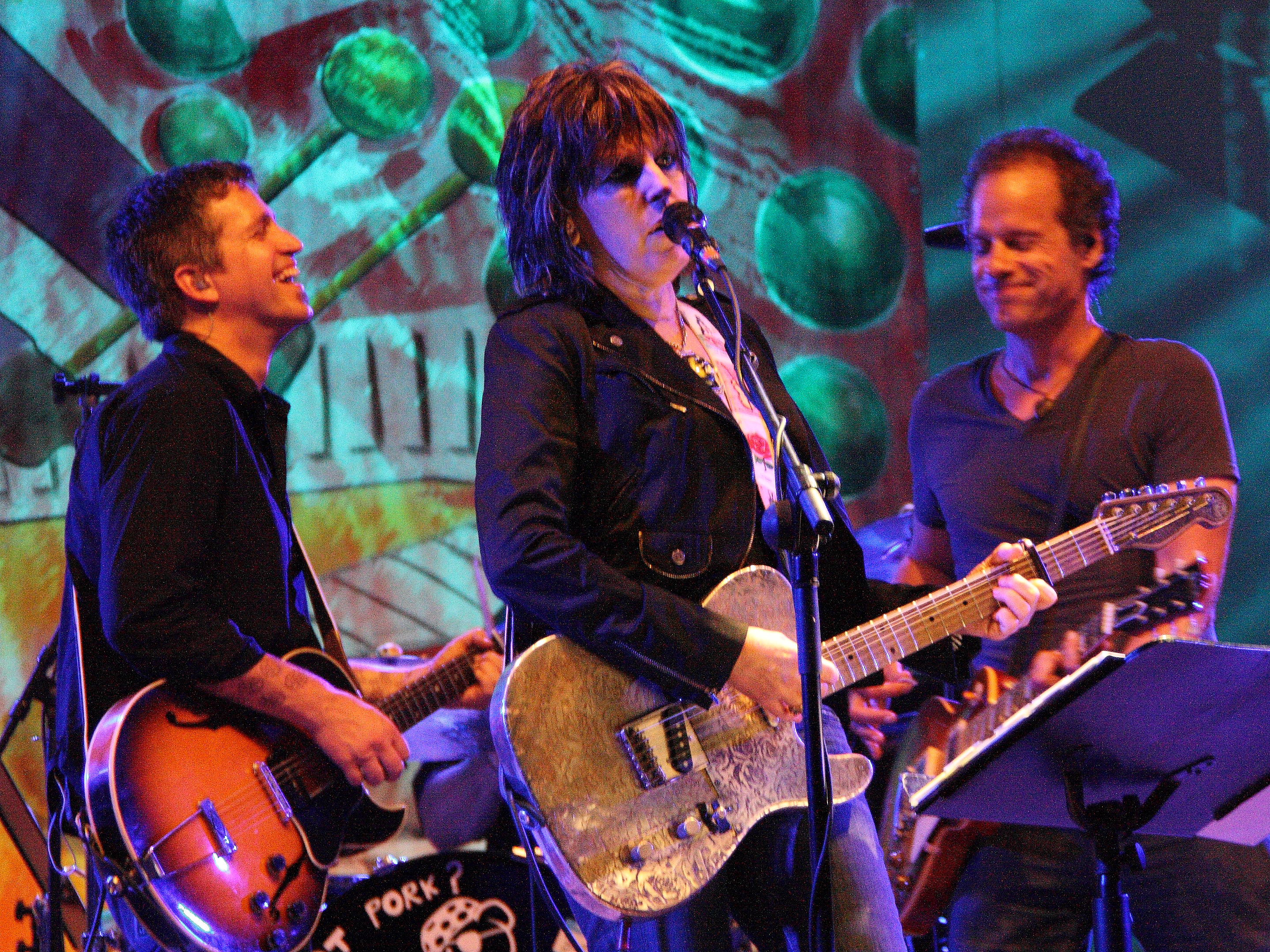
Lucinda Williams beim TFF.Rudolstadt (2009)

1998 gelang ihr dann mit Car Wheels on a Gravel Road der kommerzielle Durchbruch. Das Album enthielt unter anderem die Single Still I Long for Your Kiss, die auch in Robert Redfords Film Der Pferdeflüsterer zu hören war, wodurch das Album viel beachtet und besprochen wurde. Es erhielt den Grammy Award als bestes zeitgenössisches Folk-Album. Für das Musikgenre „Americana“ gilt es als stilprägend, grundlegend und wegweisend. Williams tourte mit Bob Dylan, der ihre musikalische Entwicklung stark geprägt hatte. Gerade dieses Album hat ihr auch unter Musikerinnen wie Waxahatchee viel Anklang und Bedeutung als Vorbild eingebracht.
Williams’ nächstes Album Essence (2001) setzte den Erfolg fort. Hier sind sparsamer produzierte, einfachere Songs zu hören, mit denen die Künstlerin sich weiter von der Mainstream-Countrymusik entfernte und die ihr neue Fans in der alternativen Musikszene einbrachte. 2002 gewann sie den Grammy Award als beste weibliche Rockinterpretin für die Single „Get Right With God“, einen untypisch schnellen Gospel-Rock aus dem ansonsten verhalteneren Album.
Ihr siebtes Album World Without Tears erschien 2003. Auf dem musikalisch vielfältigen und textlich eher düsteren Album blieb sie ihrem Stil aus melancholischen Country-Balladen und Midtempo-Rocknummern treu, experimentierte aber auch unter anderem mit Rap und elektrischen Blues, den sie bei Live-Konzerten vor allem in den Zugaben als Wurzel ihrer Musik feiert.
Danach folgte das Album West am 13. Februar 2007. Bereits eineinhalb Jahre später, am 10. Oktober 2008, erschien Little Honey mit 13 neuen Songs. Am 1. März 2011 wurde das Album Blessed veröffentlicht. Im September 2014 folgte das Doppelalbum Down Where the Spirit Meets the Bone auf dem von Williams selbst gegründeten Plattenlabel Highway 20. Im Januar 2016 veröffentlichte Williams das Album The Ghosts of Highway 20, dessen Lieder sich auf den Highway Nr. 20 beziehen, der die US-amerikanischen Nordstaaten durchquert. Im Mai 2020 veröffentlichte sie das Album Good Souls Better Angels, das der Rolling Stone zum Album des Monats machte. 2024 sang sie ein Duett mit Mike Campbell („Hell or high water“).
Der Rolling Stone listete Williams 2015 auf Rang 79 der 100 größten Songwriter aller Zeiten.

## Schlaganfall
Am 17. November 2020 erlitt Lucinda Williams in ihrem Haus in Nashville einen Schlaganfall und wurde in ein Krankenhaus eingeliefert. Die Ärzte entdeckten dort ein Blutgerinnsel. Fünf Wochen später wurde sie wieder entlassen. Williams musste das Laufen neu erlernen und mittlerweile geht sie wieder auf Tournee. Zu Beginn der Konzerte führt Tom Overby, ihr Ehemann, sie immer ans Mikrofon. Sie singt auch, aber Gitarre spielen kann sie nicht mehr.

## Diskografie

### Studioalben
| Jahr | Titel                                                                             | Höchstplatzierung, Gesamtwochen, AuszeichnungChartplatzierungen (Jahr, Titel, Platzierungen, Wochen, Auszeichnungen, Anmerkungen) | Höchstplatzierung, Gesamtwochen, AuszeichnungChartplatzierungen (Jahr, Titel, Platzierungen, Wochen, Auszeichnungen, Anmerkungen) | Höchstplatzierung, Gesamtwochen, AuszeichnungChartplatzierungen (Jahr, Titel, Platzierungen, Wochen, Auszeichnungen, Anmerkungen) | Höchstplatzierung, Gesamtwochen, AuszeichnungChartplatzierungen (Jahr, Titel, Platzierungen, Wochen, Auszeichnungen, Anmerkungen) | Höchstplatzierung, Gesamtwochen, AuszeichnungChartplatzierungen (Jahr, Titel, Platzierungen, Wochen, Auszeichnungen, Anmerkungen) | Anmerkungen                                                         |
| Jahr | Titel                                                                             | DE | AT | CH | UK | US | Anmerkungen                                                         |
| ---- | --------------------------------------------------------------------------------- | --- | --- | --- | --- | --- | ------------------------------------------------------------------- |
| 1979 | Ramblin’ on My Mind                                                               | — | — | — | — | — | Erstveröffentlichung: 1979                                          |
| 1980 | Happy Woman Blues                                                                 | — | — | — | — | — | Erstveröffentlichung: 1980                                          |
| 1988 | Lucinda Williams                                                                  | — | — | — | — | US39 (2 Wo.)US | Erstveröffentlichung: 1988 erst 2014 in den Charts                  |
| 1992 | Sweet Old World                                                                   | — | — | — | — | — | Erstveröffentlichung: 25. August 1992                               |
| 1998 | Car Wheels on a Gravel Road                                                       | — | — | — | UK— SilberUK | US65 Gold · (20 Wo.)US | Erstveröffentlichung: 30. Juni 1998                                 |
| 2001 | Essence                                                                           | — | — | — | UK63 (1 Wo.)UK | US28 (11 Wo.)US | Erstveröffentlichung: 5. Juni 2001                                  |
| 2003 | World Without Tears                                                               | DE93 (1 Wo.)DE | — | — | UK48 (1 Wo.)UK | US18 (17 Wo.)US | Erstveröffentlichung: 8. April 2003                                 |
| 2007 | West                                                                              | DE95 (1 Wo.)DE | — | — | UK30 (2 Wo.)UK | US14 (11 Wo.)US | Erstveröffentlichung: 13. Februar 2007                              |
| 2008 | Little Honey                                                                      | — | — | — | UK51 (1 Wo.)UK | US9 (9 Wo.)US | Erstveröffentlichung: 14. Oktober 2008                              |
| 2011 | Blessed                                                                           | — | — | — | UK55 (1 Wo.)UK | US15 (6 Wo.)US | Erstveröffentlichung: 1. März 2011                                  |
| 2014 | Down Where the Spirit Meets the Bone                                              | DE77 (1 Wo.)DE | — | CH94 (1 Wo.)CH | UK23 (3 Wo.)UK | US13 (7 Wo.)US | Erstveröffentlichung: 30. September 2014                            |
| 2016 | The Ghosts of Highway 20                                                          | DE29 (1 Wo.)DE | AT40 (1 Wo.)AT | CH43 (1 Wo.)CH | UK33 (2 Wo.)UK | US36 (3 Wo.)US | Erstveröffentlichung: 5. Februar 2016                               |
| 2017 | This Sweet Old World                                                              | — | — | — | — | — | Erstveröffentlichung: 29. September 2017                            |
| 2018 | Vanished Gardens                                                                  | — | — | CH64 (1 Wo.)CH | — | — | Erstveröffentlichung: 29. Juni 2018 mit Charles Lloyd & the Marvels |
| 2020 | Good Souls Better Angels                                                          | DE33 (1 Wo.)DE | — | CH21 (1 Wo.)CH | UK30 (1 Wo.)UK | US144 (1 Wo.)US | Erstveröffentlichung: 24. April 2020                                |
| 2021 | Lu’s Jukebox Vol. 1 – Runnin’ Down a Dream: A Tribute to Tom Petty                | DE32 (1 Wo.)DE | — | — | — | — | Erstveröffentlichung: 16. April 2021                                |
| 2021 | Lu’s Jukebox Vol. 2 – Southern Soul: From Memphis to Muscle Shoals                | — | — | — | — | — | Erstveröffentlichung: 9. Juli 2021                                  |
| 2021 | Lu’s Jukebox Vol. 3 – Bob's Back Pages: A Night of Bob Dylan Songs                | — | — | — | — | — | Erstveröffentlichung: 15. Oktober 2021                              |
| 2021 | Lu’s Jukebox Vol. 4 – Funny How Time Slips Away: A Night of 60’s Country Classics | — | — | — | — | — | Erstveröffentlichung: 15. Oktober 2021                              |
| 2021 | Lu’s Jukebox Vol. 5 – Have Yourself a Rockin’ Little Christmas with Lucinda       | — | — | — | — | — | Erstveröffentlichung: 19. November 2021                             |
| 2022 | Lu’s Jukebox Vol. 6 – You Are Cordially Invited… A Tribute to the Rolling Stones  | DE58 (1 Wo.)DE | — | CH44 (1 Wo.)CH | — | — | Erstveröffentlichung: 28. Januar 2022                               |
| 2023 | Stories from a Rock n Roll Heart                                                  | DE36 (1 Wo.)DE | — | CH35 (1 Wo.)CH | UK65 (1 Wo.)UK | US159 (1 Wo.)US | Erstveröffentlichung: 30. Juni 2023                                 |
| 2024 | Lucinda Williams Sings The Beatles at Abbey Road                                  | — | — | — | — | — | Erstveröffentlichung: 6. Dezember 2024                              |

grau schraffiert: keine Chartdaten aus diesem Jahr verfügbar

### Livealben
| Jahr | Titel               | Höchstplatzierung, Gesamtwochen, AuszeichnungChartsChartplatzierungen (Jahr, Titel, Platzierungen, Wochen, Auszeichnungen, Anmerkungen) | Anmerkungen                        |
| Jahr | Titel               | US | Anmerkungen                        |
| ---- | ------------------- | --- | ---------------------------------- |
| 2005 | Live @ The Fillmore | US66 (2 Wo.)US | Erstveröffentlichung: 10. Mai 2005 |

### Singles
- 1981: Happy Woman Blues / I Lost It
- 1989: Changed the Locks
- 1989: The Night’s Too Long
- 1989: I Just Wanted to See You So Bad
- 1989: Passionate Kisses
- 1992: Six Blocks Away
- 1992: Hot Blood
- 1993: Lines Around Your Eyes
- 1993: Something About What Happens When We Talk
- 1998: Right in Time
- 1998: Can’t Let Go
- 2001: Essence
- 2001: Get Right with God
- 2003: Righteously
- 2003: Real Live Bleeding Fingers And Broken Guitar Strings
- 2007: Are You Alright?
- 2007: Words
- 2007: Come On
- 2007: West
- 2008: Real Love
- 2011: Buttercup
- 2014: Burning Bridges
- 2016: Just a Little More Faith and Grace
- 2017: Six Blocks Away 2017
- 2020: Man Without a Soul
- 2020: You Can’t Rule Me
- 2023: New York Comeback

### Gastauftritte
- 1988: Various Artists – „Dark Side of Life“ auf A Town South of Bakersfield, Vols. 1 & 2
- 1990: Various Artists – „Which Will“ auf True Voices
- 1990: The Band of Blacky Ranchette – „Burning Desire“ auf Sage Advice
- 1992: David Rodriguez – „Deportee (Plane Wreck at Los Gatos)“ auf The True Cross
- 1993: Various Artists – „Pancakes“ auf Born to Choose
- 1993: Various Artists – „Main Road“ auf Sweet Relief: A Benefit for Victoria Williams
- 1993: Jimmie Dale Gilmore – „Reunion“ auf Spinning Around the Sun
- 1993: Michael Fracasso – „Door #1“ auf Love & Trust
- 1994: Various Artists – „You Don’t Have Very Far to Go“ auf Tulare Dust: A Songwriter’s Tribute to Merle Haggard
- 1994: Various Artists – „Positively 4th Street“ auf In Their Own Words, Vol. 1 – Live Performances from the Bottom Line, New York City
- 1994: Julian Dawson – „How Can I Sleep Without You“ auf How Human Hearts Behave
- 1994: Lisa Mednick – „A Different Sky“ auf Artifacts Of Love
- 1995: Terry Allen – „Room to Room“ und „Black to Black“ from Human Remains
- 1995: Kieran Kane – „This Dirty Little Town“ auf Dead Rekoning
- 1995: Chris Gaffney – „Cowboys to Girls“ auf Loser’s Paradise
- 1996: Various Artists – „The Night’s Too Long“ auf Lone Star: Original Soundtrack from the Film
- 1996: Steve Earle – „You’re Still Standing There“ auf I Feel Alright
- 1997: RB Morris – „Glory Dreams“ auf Take That Ride
- 1997: Ray Wylie Hubbard – „The Ballad of the Crimson Kings“ auf Dangerous Spirits
- 1997: Donnie Fritts – „Breakfast in Bed“ auf Everybody’s Got a Song
- 1997: Bo Ramsey – „Desert Flower“ auf In the Weeds
- 1998: Hayseed – „Precious Memories“ und „Credo“ auf Melic
- 1998: Robbie Fulks – „Pretty Little Poison“ auf Let’s Kill Saturday Night
- 1998: Various Artists – „Here in California“ auf Treasures Left Behind: Remembering Kate Wolf
- 1998: Nanci Griffith – „Wings of a Dove“ auf Other Voices, Too (A Trip Back to Bountiful)
- 1998: Various Artists – „Come to Me Baby“ auf Wolf Tracks: A Tribute to Howlin’ Wolf
- 1999: Leftover Salmon – „Lines Around Your Eyes“ auf The Nashville Sessions
- 1999: Various Artists – „Return of the Grievous Angel“ with David Crosby auf Return of the Grievous Angel: Tribute to Gram Parsons
- 1999: Bruce Cockburn – „When you give it away“/„Isn´t that what friends are for?“/„Look how far“/„Use me while you can“ auf Breakfast in New Orleans, Dinner in Timbuktu
- 1999: John Prine – „Wedding Bells“/„Let’s Turn Back The Years“ auf In Spite of Ourselves
- 1999: Little Milton – „Love Hurts“ auf Welcome to Little Milton
- 1999: Evie Sands – „Cool Blues Story“ auf Women in Prison
- 1999: Chip Taylor – „Through Their Mother’s Eyes“ und „If I Don’t Know Love“ auf Seven Days in May...a love story
- 1999: Bonepony – „Sweet Bye and Bye“ auf Traveler’s Companion
- 2000: Sue Foley – „Empty Cup“ (harmony vocals) auf Love Comin’ Down
- 2000: Kevin Gordon – „Down to the Well“ auf Down to the Well
- 2000: Chip Taylor – „Head First“, „Annie on Your Mind“ und „The Ghost of Phil Sinclair“ auf The London Sessions Bootleg
- 2001: Kasey Chambers – „On a Bad Day“ auf Barricades & Brickwalls
- 2001: Matthew Ryan – „Devastation“ auf Concussion
- 2001: Various Artists – „Cold, Cold Heart“ auf Timeless: Hank Williams Tribute
- 2001: Ralph Stanley and Friends – „Farther Along“ auf Clinch Mountain Sweethearts
- 2001: Various Artists – „Nothin’“ auf A Tribute to Townes Van Zandt
- 2001: Chip Taylor – „Could I Live with This“ und „The Ship“ auf Black and Blue America
- 2001: Various Artists – „Angels Laid Him Away“ auf Avalon Blues: A Tribute to the Music of Mississippi John Hurt
- 2002: Various Artists – „Lately“ auf Going Driftless: An Artist’s Tribute to Greg Brown
- 2003: Various Artists – „Hang Down Your Head“ auf Crossing Jordan – Original Soundtrack
- 2003: Terri Binion – „GayleAnne“ (harmony vocal) auf Fool
- 2003: Various Artists – „Hard Times Killing Floor Blues“ auf Martin Scorsese Presents the Blues: The Soul of a Man
- 2003: Colin Linden – „Don’t Tell Me“ auf Big Mouth
- 2003: Various artists – „Make me a pallet on your floor“ auf classic blues vol.2 Smithsonian Folkways Recordings
- 2004: Graham Parker – Your Country
- 2004: Flogging Molly – „Factory Girls“ auf Within a Mile of Home
- 2004: Elvis Costello – „There’s a Story in Your Voice“ auf The Delivery Man
- 2004: Willie Nelson – „Overtime“ auf It Always Will Be
- 2004: Various Artists – „Pyramid of Tears“ auf Por Vida - A Tribute to the Songs of Alejandro Escovedo
- 2004: Various Artists – „Down to the Well“ with Kevin Gordon auf No Depression: What It Sounds Like, Vol. 1
- 2004: Tony Joe White – „Closing In on the Fire“ auf The Heroines
- 2005: North Mississippi Allstars – „Hurry Up Sunrise“ auf Electric Blue Watermelon
- 2006: Tim Easton – „Back to the Pain“ auf Ammunition
- 2006: Ramblin’ Jack Elliott – „Careless Darling“ auf I Stand Alone
- 2006: P. F. Sloan – „Sins of a Family“ auf Sailover
- 2006: John Brannen – „A Cut So Deep“ auf Twilight Tattoo
- 2006: Anne McCue – Koala Motel
- 2006: Various Artists – „Bonnie Portmore“ auf Rogue’s Gallery: Pirate Ballads, Sea Songs, and Chanteys
- 2006: Doug Pettibone – „Two of Us“ und „She Belongs to Me“ auf The West Gate
- 2007: Various Artists – „Honey Chile“ auf Goin’ Home: A Tribute to Fats Domino
- 2007: John Platania – „In Memory of Zapata“ auf Blues, Waltzes & Badland Borders
- 2008: Various Artists – „Mamas Don’t Let Your Babies Grow Up to Be Cowboys“ auf The Imus Ranch Record
- 2008: Carrie Rodriguez – Mask Of Moses auf „She Ain’t Me“
- 2009: Susan Marshall – „Don’t Let Me Down“ auf Little Red
- 2009: Various Artists – „Positively 4th Street“ auf The Village: A Celebration Of The Music Of Greenwich Village
- 2009: M. Ward – „Oh Lonesome Me“ auf Hold Time
- 2010: Various Artists – „Kiss Like Your Kiss“ w/ Elvis Costello auf True Blood - Music From The HBO Original Series Volume 2 [Soundtrack]
- 2010: Various Artists – „The Ballad of Lucy Jordan“ auf Twistable, Turnable Man: A Musical Tribute to the Songs of Shel Silverstein
- 2010: Ray Davies – „Long Way From Home“ auf See My Friends
- 2010: Jimmy Webb – „Galveston“ auf Just Across The River
- 2010: Various Artists – Performed on the song „Somebody Somewhere (Don’t Know What He’s Missin’ Tonight)“ from Coal Miner’s Daughter: A Tribute to Loretta Lynn (2010).
- 2011: Over the Rhine – „Undamned“ auf The Long Surrender
- 2011: Michael Monroe – „Gone, Baby Gone“ auf Sensory Overdrive
- 2011: Amos Lee – „Clear Blue Eyes“ auf Mission Bell
- 2011: Blackie & The Rodeo Kings – „If I Can’t Have You“ auf Kings & Queens
- 2011: Steve Cropper – „When I Get Like This“ auf Dedicated: A Salute To The "5" Royales
- 2011: Steve Cropper – „Dedicated To The One I Love“ auf Dedicated: A Salute To The „5“ Royales
- 2011: Tom Russell – „A Hard Rain’s A-Gonna Fall“ auf Mesabi
- 2011: Various Artists – „I’m So Happy I Found You“ auf The Lost Notebooks Of Hank Williams
- 2012: Walter Rose – „Driving South“ auf Cast Your Stone
- 2012: Various Artists – „Tryin’ To Get To Heaven“ auf Chimes Of Freedom: The Songs Of Bob Dylan
- 2012: Various Artists – „Hurt“ on We Walk the Line: A Celebration of the Music of Johnny Cash

### Videoalben
- 2005: Lucinda Williams – Live from Austin, TX (aufgezeichnet 5. Dezember 1998)
- 2008: Lucinda Williams – Live from Austin, TX 1989 (aufgezeichnet 13. Oktober 1989)

## Auszeichnungen
Drei Grammys
- für Best Country Song (1994)
- für Best Contemporary Folk Album (1998)
- für Best Female Rock performance (2002)